# Perú en los Juegos Olímpicos de la Juventud 2018

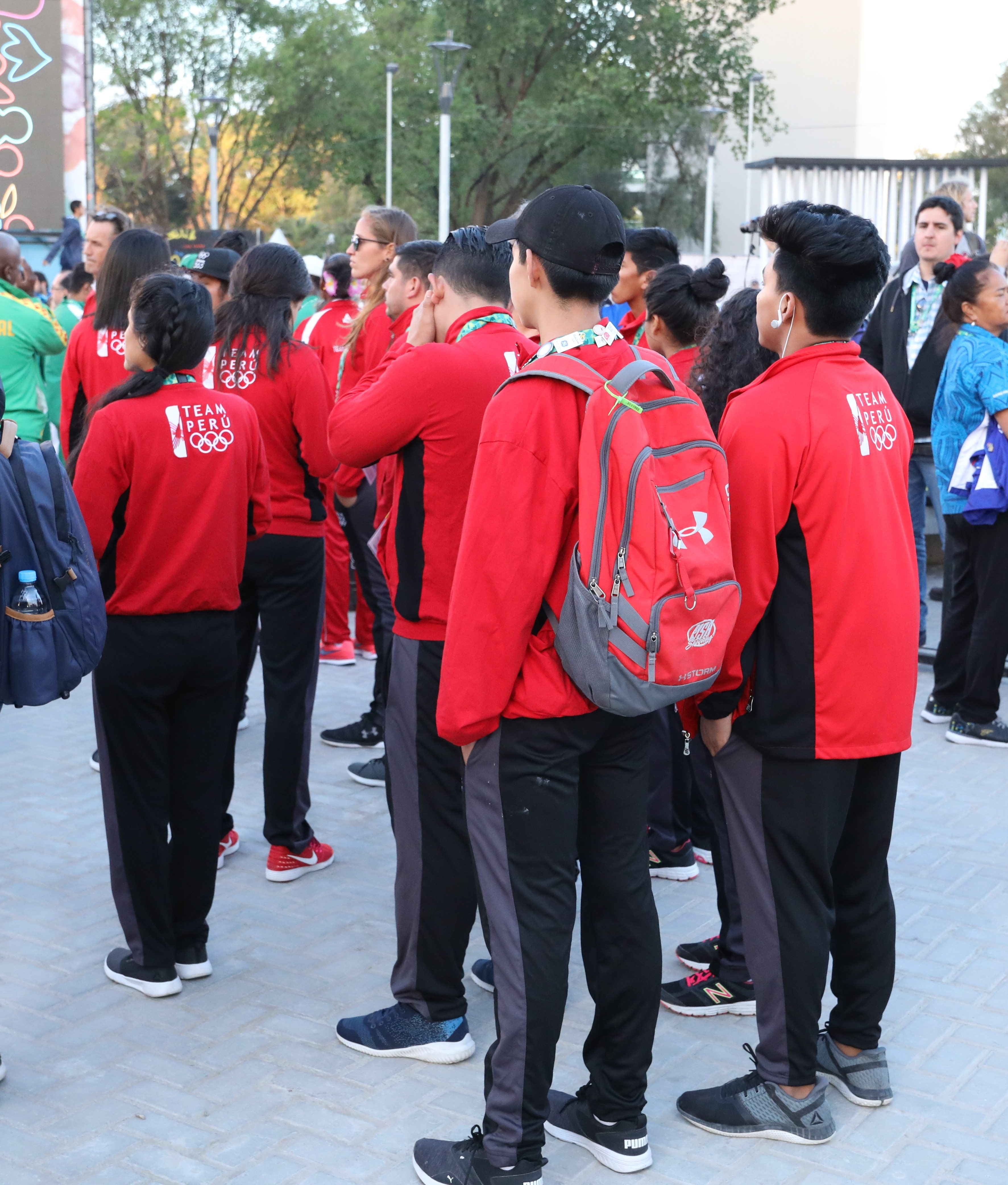
Atletas de los Juegos Olímpicos de la Juventud, Perú 2018.

Perú en los Juegos Olímpicos de la Juventud de Buenos Aires 2018 estuvo representado por un total de 16 atletas que compitieron en 10 deportes.

## Deportes

### Atletismo
| Atleta        | Evento | Stage 1  | Stage 1 |
| Atleta        | Evento | Result   | Rank    |
| ------------- | ------ | -------- | ------- |
| Kevin Cahuana | 5000 m | 22:08'21 | 13      |

### Natación
Femenino
- Andrea Hurtado
- Samantha Bello

Masculino
- Adrián Paseta

### Remo
Masculino

### Bádminton
Femenino
- Fernanda Saponara

## Competidores
| Deportes  | Hombres | Mujeres | Total |
| --------- | ------- | ------- | ----- |
| Atletismo | 1       |         | 1     |
| Total     | 1       |         | 1     |